# Esercito collaborazionista cinese
Con Esercito collaborazionista cinese si indicano genericamente le forze armate dei vari governi fantoccio istituiti dall'Impero giapponese in Cina durante gli anni della seconda guerra sino-giapponese, e in particolare quelle del Governo provvisorio della Cina (esistito dal 1937 al 1940), del Governo riformato della Repubblica di Cina (1938-1940) e della Repubblica di Nanchino (che assorbì e sostituì i due precedenti regimi nel 1940). Queste truppe erano comunemente note come "armate fantoccio" presso i cinesi stessi.
Le truppe collaborazioniste cinesi operarono a fianco dei reparti giapponesi nel corso delle operazioni contro i nazionalisti del Kuomintang e i guerriglieri del Partito Comunista Cinese, principalmente in compiti di retrovia e di sicurezza interna. In totale, si stima che tutte le formazioni collaborazioniste pro-giapponesi in Cina siano arrivate a schierare circa un milione di uomini in armi prima della conclusione delle ostilità nel 1945.

## Governo provvisorio della Cina
Inizialmente, i giapponesi decisero di non dotare il Governo provvisorio della Cina di Wang Kemin di un vero e proprio esercito, ma piuttosto di reclutare sotto il suo controllo una forza di polizia di 5.000 uomini per garantire la sicurezza interna. Nel maggio 1938
furono avviati i primi passi per formare una forza armata a tutti gli effetti per questa entità, aprendo un'accademia militare a Pechino per la formazione di un centinaio di allievi ufficiali cinesi in un corso della durata di un anno; nel febbraio 1939 si aggiunse anche una scuola di addestramento per sottufficiali, con un migliaio di cadetti impegnati in un corso di formazione semestrale. Il Governo provvisorio si pose l'obiettivo di costituire una forza di 13.200 uomini alle armi, divisi in otto reggimenti di fanteria di cui sei riuniti in tre brigate comandate da un maggior generale cinese assistito da un consigliere militare giapponese; oltre che con i graduati usciti dalle accademie nazionali, i posti di comando furono riempiti con ex ufficiali degli eserciti dei passati "signori della guerra cinesi". In aggiunta, fu costituita una guardia del corpo personale per Wang Kemin forte di 400 uomini.
L'ordine di battaglia dell'Esercito del Governo provvisorio era il seguente (tra parentesi la guarnigione dei vari reggimenti):
- 1ª Brigata "Pechino" (maggior generale Liu Fengzhi)
  - 1º Reggimento (Pechino)
  - 2º Reggimento (Tongzhou)
- 2ª Brigata "Baoding" (maggior generale Huang Nanbeng)
  - 3º Reggimento (Paotingfu)
  - 4º Reggimento (Chengtingfu)
- 3ª Brigata "Kaiping" (maggior generale Lu Zhensheng)
  - 5º Reggimento (Kaiping)
  - 6º Reggimento (Tangshan)
- 7º Reggimento indipendente "Tianjin" (colonnello Sun Zhizhang)
- 8º Reggimento indipendente "Jinan" (colonnello Ma Wenzhi)

## Governo riformato della Repubblica di Cina
Il poveramente organizzato Governo riformato della Repubblica di Cina, incaricato di amministrare le regioni occupate dai giapponesi nella Cina centrale, reclutò piccole forze militari generalmente di bassa qualità. Nel dicembre 1938 il ministro per la pacificazione Ren Yuandao annunciò il reclutamento di un esercito di 10.000 uomini, con un'accademia militare gestita da istruttori giapponesi per la formazione di 320 cadetti al fine di disporre di una classe di ufficiali privi di connessioni con l'Esercito nazionalista cinese e leali al nuovo governo. Il corso di formazione per gli allievi ufficiali doveva durare un anno, ma fu tagliato in quanto l'esercito, nel frattempo incrementato a 30.000 uomini nel novembre 1939, necessitava al più presto di ufficiali per completare i suoi organici. La qualità di queste truppe rimase sempre bassa, e vari rapporti indicavano che i soldati del Governo riformato tendevano a fuggire quando attaccati dai guerriglieri cinesi a cui dovevano dare la caccia.
L'Esercito del Governo riformato era organizzato in cinque "distretti di pacificazione":
- 1º Distretto – province di Zhejiang e Jiangxi;
- 2º, 3º e 4º Distretto – regioni a sud del Fiume Azzurro;
- 5º Distretto – regioni a nord del Fiume Azzurro.

In aggiunta, nel giugno 1939 un "corpo di pattuglia navale" venne creato per svolgere funzioni di polizia navale nelle zone costiere e fluviali, sotto il comando del vice ammiraglio Xu Jianding (già comandante dello Squadrone navale del Fiume Azzurro della Marina nazionalista cinese); venne istituita una scuola d'addestramento per 150 cadetti navali cinesi con 30 istruttori giapponesi e 30 cinesi, ma il corpo ricevette in dotazione solo poche imbarcazioni leggere con cui svolgere i suoi compiti. Fu avanzata anche l'idea di costituire un corpo di aviazione e diversi alianti d'addestramento furono acquistati dai giapponesi, ma questi piani non furono portati a termine prima dello scioglimento del Governo riformato e del suo assorbimento nella nuova Repubblica di Nanchino

## Repubblica di Nanchino

### Forze terrestri

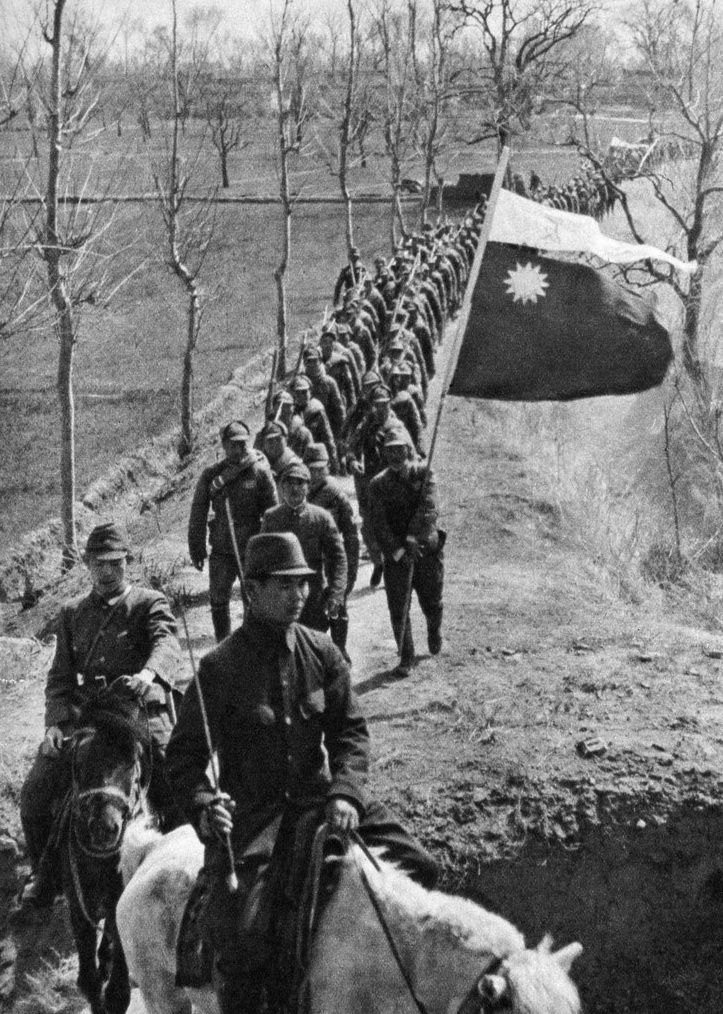
Truppe collaborazioniste cinesi dell'Henan nel 1940

Nel corso della sua esistenza, il cosiddetto Governo Nazionale della Cina Riorganizzato (meglio noto come Repubblica di Nanchino) mise in campo, secondo una stima fatta da fonti occidentali, una forza da combattimento compresa tra i 300.000 e i 500.000 uomini. Il presidente Wang Jingwei pianificò inizialmente di radunare una forza di dodici divisioni sotto il suo comando personale, sebbene nel corso della guerra il controllo da parte del Governo di Nanchino sulle sue forze armate fosse più nominale che altro: tutte le questioni militari erano teoricamente appannaggio di una "Commissione militare centrale", ma nei fatti l'ente era largamente simbolico e con una modesta autorità; i comandanti delle unità dell'Esercito di Nanchino erano in grado di condurre le loro operazioni senza troppe interferenze da parte del governo di Wang Jingwei, comportandosi in pratica come i signori della guerra del recente passato cinese. Wang inizialmente reclutò le sue truppe tra i disertori dell'esercito nazionalista cinese, cui furono poi uniti i contingenti armati del Governo provvisorio e del Governo riformato della Repubblica di Cina, entrambi unificati sotto il comando di Wang. Sulla base di un "accordo sino-giapponese sugli affari militari" siglato tra Giappone e Repubblica di Nanchino, i nipponici accettarono di fornire addestramento ed equipaggiamento per un non specificato numero di divisioni cinesi; gli equipaggiamenti forniti si rivelarono poi in maggioranza dotazioni dell'Esercito nazionalista cinese catturate, unitamente a piccoli quantitativi di armamenti di origine giapponese.

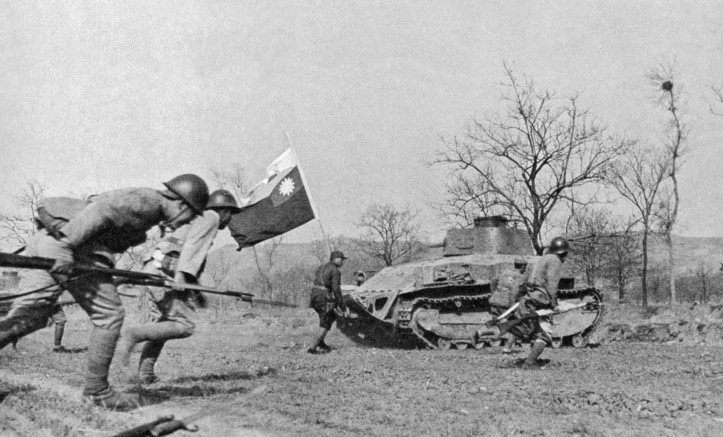
Truppe collaborazioniste cinesi si addestrano con delle tankette Type 94 Te-Ke

I consiglieri militari giapponesi strutturarono l'Esercito di Nanchino come una forza prevalentemente di fanteria, provvista solo di un minimo quantitativo di artiglieria e mezzi corazzati; il poco che venne fornito in quanto ad equipaggiamenti pesanti andò in maggioranza alle tre "divisioni di guardia della capitale" sotto il controllo di Wang. Il tipo più comune di artiglieria in dotazione ai soldati di Nanchino erano i mortai di medio calibro, con solo 31 pezzi d'artiglieria campale dati in dotazioni alle divisioni della guardia di Wang; nel 1941 i giapponesi formarono una piccola forza corazzata cinese fornendo a Wang 18 tankette Type 94 TK, mentre alcuni rapporti riferiscono di un'ulteriore fornitura di 20 autoblindo e 24 motociclette. Benché vi fossero alcune fabbriche di armamenti nel territorio controllato dalla Repubblica, il suo esercito dovette fare affidamento principalmente sulle armi leggere catturate ai nazionalisti cinesi o fornite dai giapponesi, il che garantiva livelli di qualità e quantità molto variabili presso le unità. I modelli di fucile più diffusi erano il Mauser Karabiner 98k e lo Hanyang 88, anche se una grande varietà di modelli arrivò in un modo o nell'altro ai reparti; nel 1941 i giapponesi fornirono alle unità di Nanchino circa 15.000 fucili Mannlicher catturati ai nazionalisti e 30.000 fucili Arisaka nuovi di fabbrica. Vari modelli di mitragliatrici erano in uso, incluse alcune ZB-26 di fabbricazione cecoslovacca. Sebbene le truppe di Nanchino fossero armate in modo decente, le scorte di munizioni erano alquanto ridotte, anche se più avanti nel corso della guerra il regime fu in grado di produrre un certo quantitativo di equipaggiamenti presso le sue stesse fabbriche.

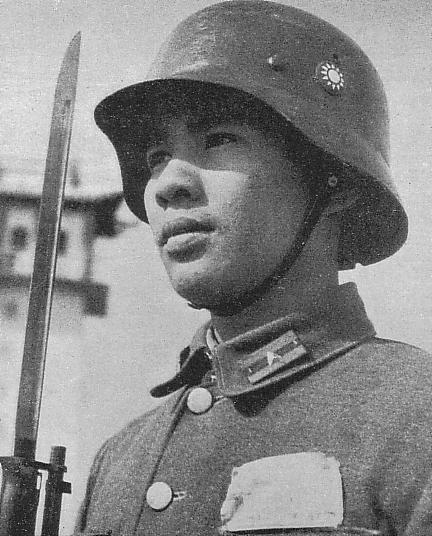
Un soldato del regime di Wang Jingwei

Tra le principali fonti di reclutamento da parte del governo di Nanchino vi erano i vecchi signori della guerra del periodo 1911-1928: per via dell'alto livello di lealtà personale mostrato dai soldati cinesi verso i loro comandanti, quando diversi generali nazionalisti disertarono per schierarsi con i giapponesi portarono le loro truppe con loro; alcune unità nazionaliste defezionarono su disposizione dello stesso leader del Kuomintang, Chiang Kai-shek, al fine di preservarle intatte in vista della ripresa della guerra civile contro i comunisti cinesi di Mao Zedong, ritenuta certa una volta sconfitti i giapponesi. Anche per via di questo, l'Esercito di Nanchino fu sempre gravato da più di un sospetto riguardo alla sua lealtà verso gli alleati giapponesi; ad ogni modo, con il peggiorare della situazione bellica del Giappone più avanti nel corso della seconda guerra mondiale i nipponici dovettero fare affidamento sempre di più sui collaborazionisti cinesi, rifornendoli di armamenti più pesanti e impiegandoli per difendere località strategiche e fronteggiare i guerriglieri comunisti cinesi. In aggiunta ai reparti regolari, furono inoltre reclutate diverse unità irregolari locali, tra cui milizie, reparti di volontari e di guardie rurali, impiegate principalmente per fronteggiare i guerriglieri; ad ogni modo, la qualità bellica di questi reparti era molto bassa a causa del loro limitato addestramento e della carenza di armi.
Le unità considerate come più affidabili e leali al governo di Wang Jingwei includevano le tre divisioni della guardia di Nanchino (circa 10.000 uomini per divisione), la 1ª Armata basata sul basso corso del Fiume Azzurro (circa 20.000 uomini) e il corpo di polizia fiscale (circa 3.000 uomini) reclutato dal ministro delle finanze Zhou Fohai e leale a lui personalmente. Le divisioni di guardia della capitale, create come brigata nel maggio 1941 e poi espanse nell'organico, erano composte dagli uomini leali personalmente a Wang stesso e dotate quindi delle armi, delle uniformi e degli equipaggiamenti migliori disponibili; in una condizione simile era il corpo di polizia fiscale, reclutato nella zona di Shanghai dal ministro Zhou Fohai per la sua protezione personale, che ricevette molti equipaggiamenti di buona qualità e si guadagnò la reputazione di una delle migliori unità del regime di Nanchino al punto da essere poi schierato fuori da Shangahi per combattere la guerriglia. Il morale e l'affidabilità delle restanti unità dell'esercito dipendeva principalmente dalla zona in cui erano schierate: un rapporto dei servizi segreti del 1944 indicava che le unità stazionate nelle vicinanze di Nanchino e che ricevevano ordini direttamente da Wang Jingwei erano più efficienti e motivate di quelle dislocate più lontano e che prendevano ordini da comandanti diversi.

#### Organizzazione

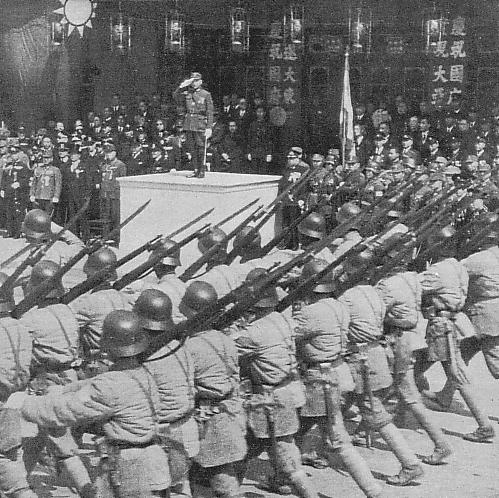
Soldati cinesi sfilano in parata davanti al presidente Wang Jingwei durante il terzo anniversario della Repubblica di Nanchino

Il sistema di organizzazione standard dell'Esercito di Nanchino prevedeva per una divisione un organico basato su una compagnia quartier generale, tre reggimenti di fanteria (ognuno su tre battaglioni di tre compagnie), una batteria di artiglieria da montagna, una compagnia genieri e un'unità di trasmissioni. Ad ogni modo, questa struttura era solo raramente rispettata e vi era forte disparità quanto a dimensione tra le varie unità: ad esempio, alcune unità designate come "armate" avevano in organico solo poche migliaia di uomini, mentre altre unità designate come "divisioni" ne potevano avere anche più di 6.000. Solo le unità di guardia della capitale seguivano la struttura organica standard. Per migliorare l'organizzazione delle forze armate, una stazione radio centrale fu impiantata a Nanchino e una serie di postazioni radio minori furono dislocate in lungo e in largo per la Cina occupata dai giapponesi, al fine di migliorare le comunicazioni tra il quartier generale e le unità dislocate sul campo. Per il gennaio 1943 fu riferito che le unità schierate nelle vicinanze di Nanchino erano state riorganizzate in una "Armata di difesa metropolitana" di circa 30.000 uomini, provenienti dalle tre divisioni di guardia della capitale; rapporti dell'ottobre 1943 indicavano una consistenza dell'Esercito di Nanchino nella Cina centrale e meridionale pari a 42 divisioni, 5 brigate indipendenti e 15 reggimenti indipendenti. Le informazioni riguardo all'esercito del regime di Wang Jingwei rimangono comunque incomplete, e tracciare un quadro complessivo dell'ordine di battaglia è impossibile; vi sono differenti stime circa il totale delle truppe in armi, che varia da 300.000 fino a un massimo di 683.000 uomini.
In effetti, il grosso delle forze militari cinesi schierato nella Cina settentrionale era solo nominalmente parte dell'Esercito di Nanchino e controllato in realtà dal semi-autonomo Consiglio politico della Cina del nord, guidato dal leader del precedente governo provvisorio cinese Wang Kemin. Nel 1940 il totale delle truppe cinesi collaborazioniste schierate nel nord della Cina comprendeva 22 reggimenti operativi e 8 reggimenti d'addestramento, mentre una campagna di reclutamento lanciata nel novembre 1940 consentì di portare l'organico da 26.000 a 41.000 uomini; a questi si aggiungeva un certo numero di unità di polizia pari a circa 135.000 uomini e varie milizie locali per complessivi altri 200.000 armati. Dopo una riforma avviata nel 1942, le forze a disposizione del Consiglio della Cina del nord furono incrementate a 30 reggimenti, ciascuno su tre battaglioni di fanteria, una compagnia di mitragliatrici, una compagnia mortai, una compagnia di cavalleria e una compagnia trasmissioni.
La prima accademia militare della Repubblica di Nanchino fu istituita nel 1939 nei pressi di Shangahi, prima della Repubblica stessa, al fine di addestrare le forze dei primi governi fantoccio cinesi. L'accademia militare era comandata da Ye Peng, un ex ufficiale nazionalista, e includeva 800 allievi divisi in due battaglioni; l'accademia ricevette dai giapponesi alcuni dei migliori equipaggiamenti, al fine di garantire una più veloce espansione dei ranghi dell'Esercito di Nanchino. Nel settembre 1941 un'Accademia militare centrale fu istituita a Nanchino con un reclutamento iniziale di un migliaio di cadetti di età compresa tra i 18 e i 25 anni; il corso di formazione doveva durare due anni e Wang ottenne alcuni ufficiali della riserva giapponesi perché fungessero da istruttori per gli allievi. Rapporti dell'intelligence statunitense indicarono poi la creazione di una sezione distaccata dell'accademia presso Canton, nonché l'esistenza di un'altra accademia a Pechino probabilmente usata per la formazione degli ufficiali delle unità sottoposte al controllo del Consiglio della Cina del nord.

#### Operazioni
La maggior parte dei compiti assegnati alle unità dell'Esercito di Nanchino riguardava attività di presidio e di polizia dei territori occupati dal Giappone in Cina, al fine di liberare unità dell'Esercito imperiale giapponese perché svolgessero operazioni di combattimento sui fronti più importanti. Uno dei compiti più significativo assegnato ai soldati collaborazionisti fu quello di contrastare le forze guerrigliere del Partito Comunista Cinese nelle regioni occupate, come pure di fornire supporto alle unità giapponesi durante le loro offensive; gli esatti dettagli delle operazioni svolte dall'Esercito di Nanchino rimangono comunque vaghi e difficili da individuare con precisione, benché sia noto che esso prese parte a svariate operazioni su vasta scala tanto contro i comunisti cinesi quanto contro il Kuomintang. Tra le prime grandi operazioni portate a termine dall'Esercito di Nanchino vi furono le azioni di pacificazione eseguite nell'est e nord-est della regione di Suzhou nel maggio 1941: i cinesi combatterono in supporto dei reparti giapponesi qui schierati contro le unità comuniste della Nuova Quarta Armata, infliggendole gravi perdite e obbligandola a ritirarsi dall'area. Tra il 1941 e il 1944 i soldati di Wang Jingwei combatterono insieme ai giapponesi per eliminare gli insorti nazionalisti nella regione compresa tra Hangzhou e il Fiume Azzurro; più avanti nel corso del conflitto, man a mano che la sconfitta del Giappone appariva inevitabile, diverse unità si rischierarono nella zona del basso Fiume Azzurro su disposizione del nuovo presidente della Repubblica di Nanchino, Chen Gongbo.
Dopo la resa del Giappone nell'agosto 1945, il regime della Repubblica di Nanchino si dissolse rapidamente e solo poche unità militari rimasero fedeli a esso; tra queste vi furono i cadetti dell'Accademia militare centrale, i quali allestirono fortificazioni nelle strade di Nanchino prima che scontri armati prendessero vita tra i sostenitori del presidente Chen Gongbo e quelli del leader nazionalista Chiang Kai-shek. La maggior parte delle unità dell'Esercito di Nanchino, tuttavia, si arrese pacificamente e si unì ai nazionalisti del Kuomintang, combattendo al suo fianco nella seguente guerra civile cinese contro i comunisti di Mao.

### Forze navali

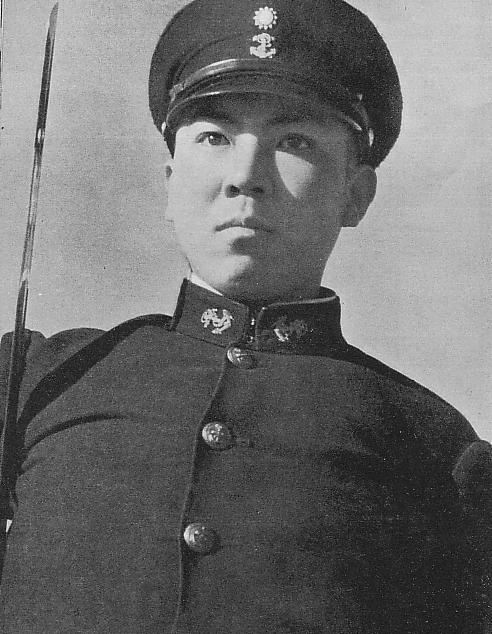
Un cadetto dell'accademia navale di Shangahi nel 1943

Una marina militare del governo di Nanchino venne creata dai giapponesi il 13 dicembre 1940, con una cerimonia ufficiale tenutasi a Weihaiwei. La Marina di Nanchino, organizzata attorno a un nucleo di ufficiali della marina nazionalista cinese e posta sotto la direzione delle forze navali giapponesi operanti nella Cina settentrionale, venne dotata di diverse imbarcazioni catturate dai nipponici ai nazionalisti come pure di alcune basi navali, tra cui Weihaiwei e Qingdao. Secondo alcuni rapporti gli incrociatori leggeri della Marina nazionalista Ning Hai e Ping Hai, affondati nelle fasi iniziali del conflitto e poi riportati a galla dai giapponesi, furono trasferiti sotto il controllo della Marina di Nanchino e impiegati principalmente in funzioni di propaganda; le navi furono utilizzate dai cinesi fino al 1943, quando la Marina imperiale giapponese le requisì per impiegarle sotto il suo comando. Per il 1944 la Marina di Nanchino era sotto il comando diretto del ministro Ren Yuandao e impiegata principalmente in funzioni di pattugliamento delle coste.
Viene riferito che nel 1944 la Marina di Nanchino poteva allineare 19 navi da guerra, 12 cannoniere, 24 cannoniere speciali e 6 navi pattuglia; nello stesso periodo vi erano anche altre 37 navi leggere in fase di costruzione sin dal 1942. Le forze navali di Nanchino comprendevano anche due reggimenti di fanteria di marina, uno di base a Canton e uno a Weihaiwei; un'accademia navale era inoltre stata allestita a Shanghai.

### Forze aeree
L'Aviazione militare della Republica di Nanchino ebbe origine nel maggio 1941, con la fondazione di un'accademia aeronautica dotata di un centinaio di cadetti e di tre aerei d'addestramento Tachikawa Ki-9 forniti dai giapponesi. Nel corso del 1942 i giapponesi fornirono altri Ki-9 come pure aerei d'addestramento avanzato Tachikawa Ki-55, oltre a formare una componente da trasporto dotata di un Fokker Super Universal (impiegato come aereo da trasporto personale di Wang Jingwei) e di diversi velivoli da trasporto medio Mitsubishi Ki-57 e trasporto leggero Tachikawa Ki-54; successive forniture compresero un piccolo numero di aerei passeggeri Nakajima Ki-34 e aerei da trasporto Showa/Nakajima L2D. Wang Jingwei aveva pianificato di espandere notevolmente la forza aerea e di formare uno squadrone dotato di caccia Nakajima Ki-27, ma i giapponesi si opposero a simili piani e alla cessione di qualsiasi aereo da combattimento temendo possibili defezioni a favore dei nazionalisti da parte dei piloti cinesi; il morale dei piloti di Nanchino era del resto indicato come basso, e molti di essi stabilirono contatti con i servizi di intelligence del Kuomintang. Si verificarono effettivamente alcuni episodi di defezione dei piloti di Nanchino, sebbene il loro numero esatto non sia noto.
Gli unici aerei da combattimento entranti in possesso dell'Aeronautica di Nanchino furono due bombardieri Tupolev SB, pilotati da disertori dell'aviazione nazionalista; nel settembre 1940 un altro SB defezionò a favore del governo di Nanchino, pilotato dal capitano Zhang Diqin e dai tenenti Tang Houlian e Liang Wenhua i quali ricevettero una sostanziosa ricompensa monetaria per la loro azione.

### Forze di polizia
I giapponesi reclutarono diverse unità di polizia e di milizia cinesi per mantenere l'ordine interno nelle regioni occupate; molte di queste portavano designazioni come "comitato per la pacificazione" o simili. Nella Cina settentrionale furono reclutati 63.000 agenti di polizia locale, circa 130 per distretto; in aggiunta vi era una distinta polizia per la sicurezza interna di 72.000 effettivi, circa 200 per distretto, sebbene il suo ruolo risulti ambiguo. Varie fonti indicano la presenza di svariate formazioni di milizia nella Cina settentrionale per un totale di 200.000 uomini, sebbene fossero poveramente armati. Altre milizie includevano guardie rurali e volontarie, collettivamente note come "Corpo per la preservazione della pace".
A Shanghai, il Governo della Grande Via allestì proprie unità di polizia per mantenere l'ordine pubblico dopo la ritirata delle forze nazionaliste sconfitte dai giapponesi nella battaglia di Shanghai dell'agosto-novembre 1937; le prime unità di polizia di Shanghai rispondevano agli ordini di Zhang Songlin, il vecchio comandante della polizia della provincia di Jiangsu. Queste prime forze di polizia accettavano chiunque nei propri ranghi, compresi criminali rilasciati dalle carceri dai nazionalisti in fuga, e furono di conseguenza considerate come totalmente inaffidabili dagli occupanti giapponesi; vari resoconti riferiscono di crimini commessi dagli stessi poliziotti, incoraggiati del resto a rapinare i loro stessi concittadini dal fatto che le loro paghe venivano corrisposte solo di rado. Gli sforzi per migliorare le prestazioni dell'unità videro l'istituzione di un corso d'addestramento per 300 cadetti di polizia, e la forza crebbe da un totale di 64 effettivi nel 1938 a 6.125 nel febbraio 1939, suddivisi in 11 uffici, 5 stazioni di polizia e 8 unità speciali tra cui un centro d'addestramento, un corpo di polizia fluviale e un ospedale. La polizia di Shanghai continuò le sue funzioni anche dopo la dissoluzione del Governo della Grande Via e il suo incorporamento nella Repubblica di Nanchino, crescendo fino a 7.501 effettivi nel gennaio 1941.